# Зелёный Яр (Черниговский район)
Зелёный Яр (укр. Зелений Яр) — село в Богдановском сельском совете Черниговского района Запорожской области Украины.
Код КОАТУУ — 2325580504. Население по переписи 2001 года составляло 156 человек.

## Географическое положение
Село Зелёный Яр находится на расстоянии в 3,5 км от села Широкий Яр. По селу протекает пересыхающая река Опонлы с запрудой. Рядом проходит автомобильная дорога Р-37.

## История
1835 — дата основания как села Мариаволь.
После ликвидации Черниговского района 19 июля 2020 года село вошло в Бердянский район.